# Downhill Bluegrass Band
Downhill Bluegrass Band är ett svenskt sexmannaband som startades 1998 av bröderna Jonas och Kenneth Kjellgren med ambitionen att spela traditionell bluegrass. Bandet har spelat in 8 skivor och en singel mellan år 2000 och 2020.  2012 spelade man in Mountain Songs tillsammans med den samiska artisten Maxida Märak där samisk jojk och bluegrass möts. År 2014 kom Wonderland, deras femte fullängds-cd ut och samma år gav man ut Mountain Songs and other Stories tillsammans med Maxida Märak i ett kulturprojekt med stöd från Sametinget. Projektet var i första hand ett musikaliskt samarbete men också ett inlägg i debatten hur vi hanterar våra naturresurser. Downhill Bluegrass Band organiserar också Torsåker Bluegrass Festival som äger rum första helgen i juli varje år. 2016 spelades Bell Metal Reeds in, ett samarbete med spelmannen Pelle Lindström från Leksand. År 2020 gavs singeln Postcard  ut. Bandet har under åren turnerat i Europa och USA och var det första svenska bluegrassband  som blivit inbjudna till International Bluegrass Music Association.

## Medlemmar
Nuvarande medlemmar
- Jonas Kjellgren – mandolin, sång
- Christoffer Olsson – gitarr, sång
- Mat Kane – fiol
- Kenneth Kjellgren – banjo
- Jimmy Sunnebrandt – kontrabas, sång

Tidigare medlemmar
- Hans Wahlstedt, Jan Ekman, Christoffer Olsson, Ivor Ottley, Jimmy Sunnebrandt, Peter Sundmark, Leif Sunnebrandt, Magnus Sundström, Kajsa Westin, Erik Gunnars Risberg, Mikael Grund

## Diskografi
- 2000 – The Grass of Thor
- 2002 – East of the Mountains
- 2007 – That one Straight Line
- 2011 – A Grasshopper’s Lament
- 2012 – Moutain Songs (Maxida Märak & Downhill Bluegrass Band)
- 2014 – Wonderland
- 2014 – Mountain Songs and other Stories (Maxida Märak & Downhill Bluegrass Band)
- 2016 – Bell Metal Reeds (Pelle Lindström & Downhill Bluegrass Band)
- 2020 – Postcard